# Bệnh lý phân tử
Bệnh lý phân tử là một chuyên ngành mới nổi trong bệnh lý học được tập trung vào nghiên cứu và chẩn đoán bệnh thông qua việc kiểm tra các phân tử trong các cơ quan, mô hoặc dịch cơ thể.  Bệnh lý phân tử chia sẻ một số khía cạnh của thực hành với cả bệnh lý giải phẫu và bệnh lý lâm sàng, sinh học phân tử, sinh hóa, protein và di truyền học, và đôi khi được coi là một môn học "chéo".  Nó là đa ngành trong tự nhiên và tập trung chủ yếu vào các khía cạnh dưới kính hiển vi của bệnh.  Một xem xét quan trọng là chẩn đoán chính xác hơn có thể khi chẩn đoán dựa trên cả những thay đổi hình thái trong các mô (bệnh lý giải phẫu truyền thống) và xét nghiệm phân tử.
Đây là một ngành khoa học bao gồm sự phát triển của các phương pháp tiếp cận phân tử và di truyền để chẩn đoán và phân loại bệnh ở người, thiết kế và xác nhận các dấu ấn sinh học để đáp ứng điều trị và tiến triển bệnh, tính nhạy cảm của các cá nhân thuộc hiến pháp di truyền khác nhau để phát triển các rối loạn.
Bệnh lý phân tử thường được sử dụng trong chẩn đoán ung thư và các bệnh truyền nhiễm.  Kỹ thuật có rất nhiều nhưng bao gồm phản ứng chuỗi polymerase định lượng (qPCR), PCR đa nhân, DNA microarray, lai tại chỗ, giải trình tự RNA tại chỗ , giải trình tự DNA, xét nghiệm mô miễn dịch huỳnh quang dựa trên kháng thể, phân tích gen của mầm bệnh và phân tích gen của vi khuẩn cho kháng thuốc kháng sinh.
Sự tích hợp của "bệnh lý phân tử" và " dịch tễ học " đã dẫn đến một lĩnh vực liên ngành, được gọi là " dịch tễ học bệnh lý phân tử " (MPE), đại diện cho sinh học phân tử tích hợp và khoa học sức khỏe dân số.